# Equipa da Superleague Fórmula do Beijing Guoan Football Club
A Equipa de Superleague Fórmula do Beijing Guoan é uma equipa da Superleague Fórmula que representa o clube chinês do Beijing Guoan FC na Superleague Fórmula.
Esta equipa venceu a temporada inaugural da Superleague Fórmula, com o piloto Davide Rigon, mas não entrou no campeonato de 2009. O Beijing Guoan regressou à Superleague Fórmula em 2010, com o piloto John Martin e com a equipa de automobilismo Alan Docking Racing.
Quanto ao clube de futebol, participa na Chinese Super League, principal campeonato de futebol na China.

## Temporada de 2008
Na Temporada da Superleague Fórmula de 2008 o Beijing Guoan foi o campeão, com 413 pontos. O italiano Davide Rigon foi piloto em todas as rondas, e a equipa de corrdas foi a Zakspeed.

## Temporada de 2010
Para a época de 2010 o Beijing Guoan conta com o piloto John Martin e com a equipa de automobilismo Alan Docking Racing.

## Resultados

### 2008
(legenda)
| 2008 | Zakspeed |              |   |   |   |   |    |   |   |   |   |   |   |   |     |    |
| 2008 | Zakspeed | Davide Rigon | 1 | 6 | 5 | 3 | 17 | 1 | 5 | 5 | 1 | 5 | 9 | 3 | 413 | 1º |

### 2010
(Legenda)
| Ano  | Equipa de Automobilismo | Pilotos     | 1   | 2   | 3   | 4   | 5   | 6   | 7   | 8   | 9   | 10  | 11  | 12  | 13  | 14  | 15  | 16  | 17  | 18  | 19  | 20  | 21      | 22      | 23  | 24  | Pontos | Class. |
| Ano  | Equipa de Automobilismo | Pilotos     | SIL | SIL | ASS | ASS | MAG | MAG | JAR | JAR | NÜR | NÜR | ZOL | ZOL | BDH | BDH | ADR | ADR | POR | POR | ORD | ORD | CHN TBA | CHN TBA | LOS | LOS | Pontos | Class. |
| ---- | ----------------------- | ----------- | --- | --- | --- | --- | --- | --- | --- | --- | --- | --- | --- | --- | --- | --- | --- | --- | --- | --- | --- | --- | ------- | ------- | --- | --- | ------ | ------ |
| 2010 | Alan Docking Racing     | John Martin |     |     | 10  | 17  | 4   | 10  | 1   | 9   | 18  | 15  | 13  | 7   | 1   | 16  | 2   | 9   |     |     |     |     |         |         |     |     | 230    | 13º    |

#### Resultados em Super Final
| Ano  | 1   | 2      | 3      | 4     | 5      | 6      | 7     | 8     | 9   | 10  | 11      | 12  |
| 2010 | SIL | ASS NQ | MAG NQ | JAR 2 | NÜR NQ | ZOL NQ | BDH 1 | ADR 4 | POR | ORD | CHN TBA | LOS |